# Krombia venturalis
Krombia venturalis là một loài bướm đêm trong họ Crambidae.